# Funicular de Santiago
El funicular de Santiago está ubicado en el cerro San Cristóbal, en la ciudad de Santiago de Chile. Forma parte de las atracciones del Parque Metropolitano de Santiago.
El funicular recorre 485 metros, uniendo tres estaciones: "Pío Nono" (en la falda del cerro), "Zoológico" y "Cumbre", donde está el Santuario a la Virgen y existe una conexión con el teleférico de Santiago.

## Historia

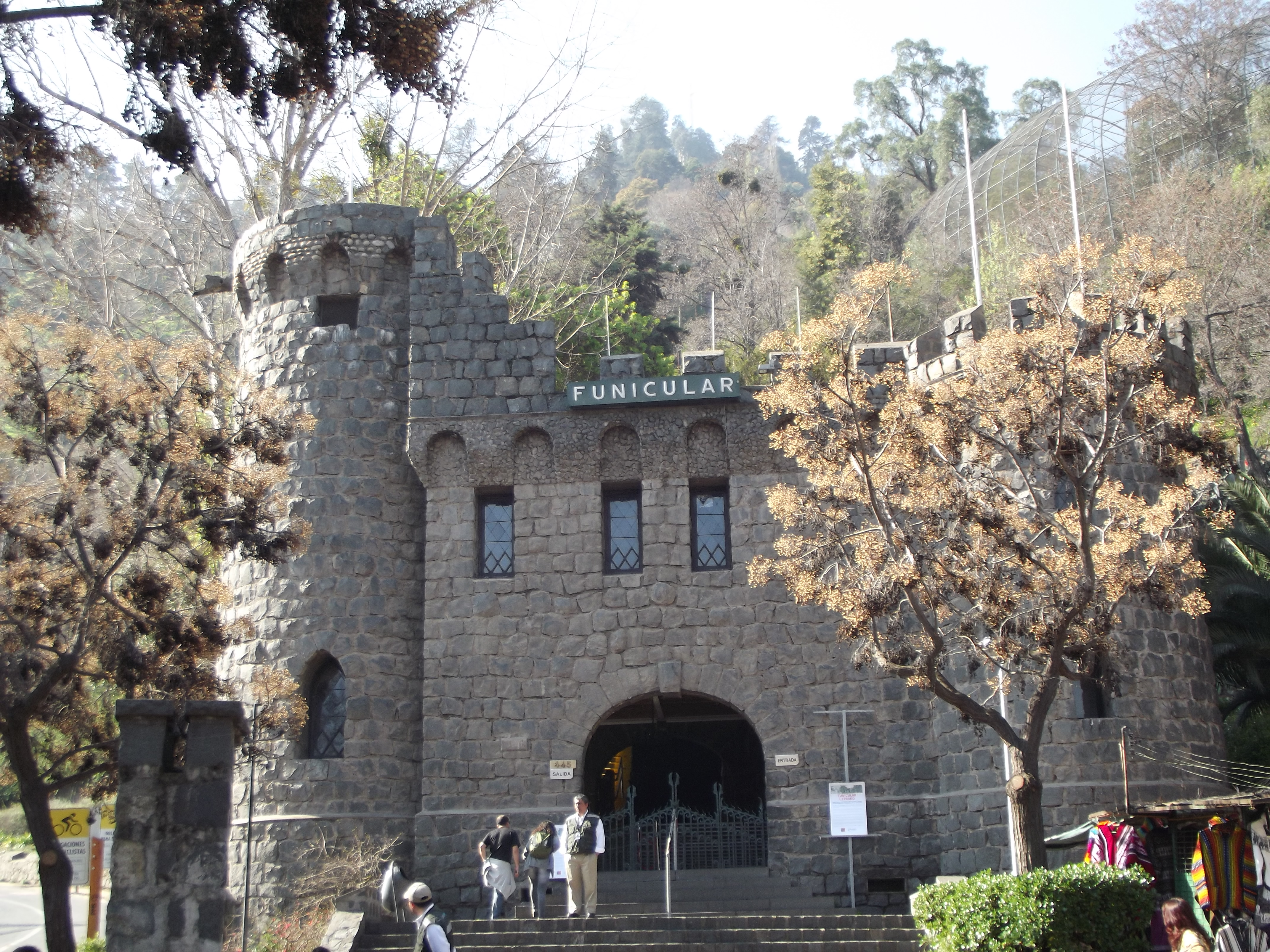
Acceso a la estación Pío Nono.

La idea de un funicular nació luego que comenzara a tomarse posesión del Cerro San Cristóbal en la década de 1910, lo que finalmente le fue encargado en 1922 al ingeniero italiano Ernesto Bosso. La primera piedra del funicular se colocó el 24 de noviembre de 1923 y su primer riel fue instalado el 14 de noviembre de 1924, extendiéndose su construcción hasta 1925, siendo inaugurado por el Presidente de Chile Arturo Alessandri el 25 de abril de ese año. La estación de acceso en la base del cerro es obra del arquitecto Luciano Kulczewski, mientras que las pruebas de resistencia de los cables de acero y fierros fueron realizadas por el ingeniero Jorge Alessandri, quien posteriormente se convertiría en Presidente de la República (1958-1964).
Entre el 11 de julio y el 11 de agosto de 1949 el servicio fue suspendido para realizar reparaciones y mantención. Del 10 al 13 y del 17 al 20 de julio de 1950 el funicular nuevamente estuvo cerrado para ser sometido a diversas reparaciones. En aquellos años las tarifas rondaban entre los $3,60 y $7,40, con una tarifa diferenciada para escolares que era de $2.
El 20 de octubre de 1963 ocurrió un grave accidente en el funicular, cuando alrededor de las 19:40 los dos carros chocaron a la altura de la doble vía que existe a mitad del recorrido, producto de una interrupción del suministro eléctrico realizada por uno de los maquinistas. Ocho personas resultaron heridas.

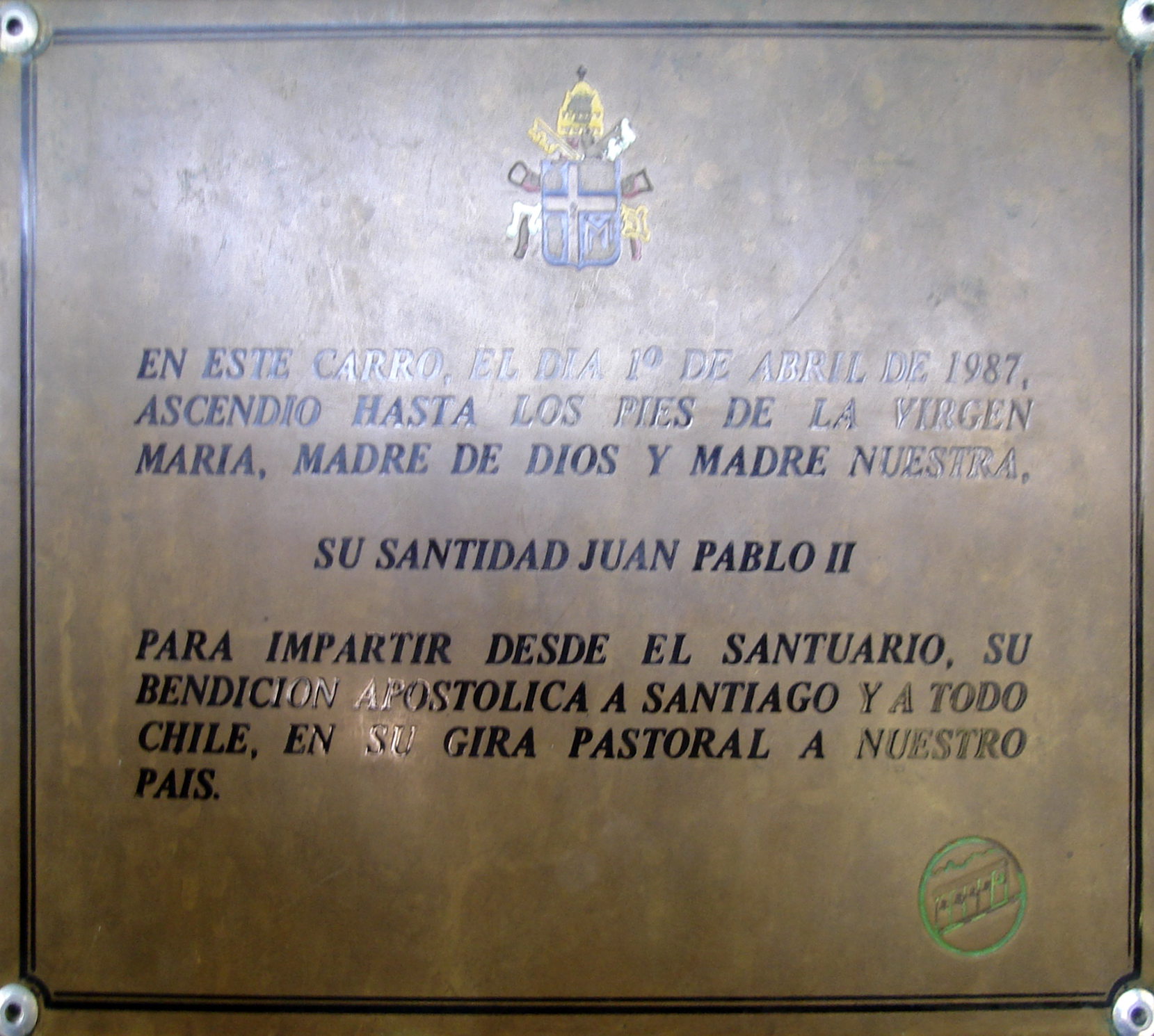
Placa conmemorativa de la visita de Juan Pablo II al funicular.

El techo original de madera que poseían los carros fueron reemplazados en 1968 por uno de metal y tela. El Papa Juan Pablo II viajó en el funicular de Santiago durante su única visita a Chile en 1987. El 16 de noviembre de 2000 fue nombrado Monumento Histórico de Chile.
En enero de 1998 ocurrió un grave accidente en el funicular, cuando un carro que se dirigía hacia la estación Cumbre —que llevaba a 6 funcionarios del parque— colisionó contra el cerro producto de una activación tardía de los frenos. Uno de los funcionarios perdió el brazo izquierdo y la parte frontal del carro involucrado resultó destruida.
El funicular suspendió sus servicios en 2020 producto de la pandemia de COVID-19; aprovechando su cierre temporal, desde noviembre del mismo año se realizaron obras de remodelación y restauración, que incluía el cambio de la estructura de los carros (manteniendo su chasis) para cumplir con las normas de seguridad y accesibilidad, el reemplazo de los techos de las estaciones y mejoras en los rieles. La reapertura del funicular se realizó el 22 de julio de 2022.
En mayo de 2023 el Salón Tudor de la casa de máquinas de la estación Cumbre reabrió como cafetería.

## Galería

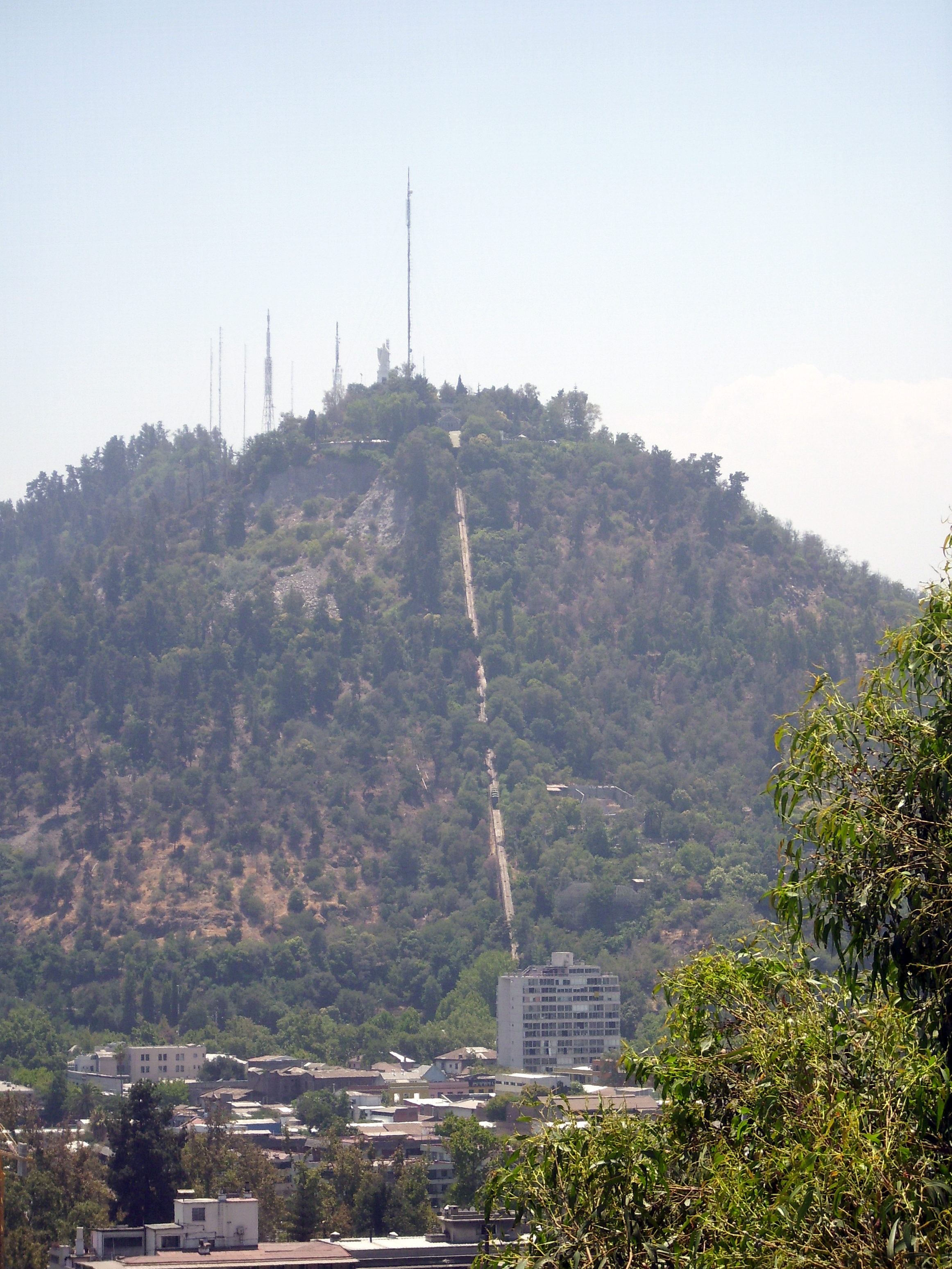
Visto del funicular desde el Cerro Santa Lucía
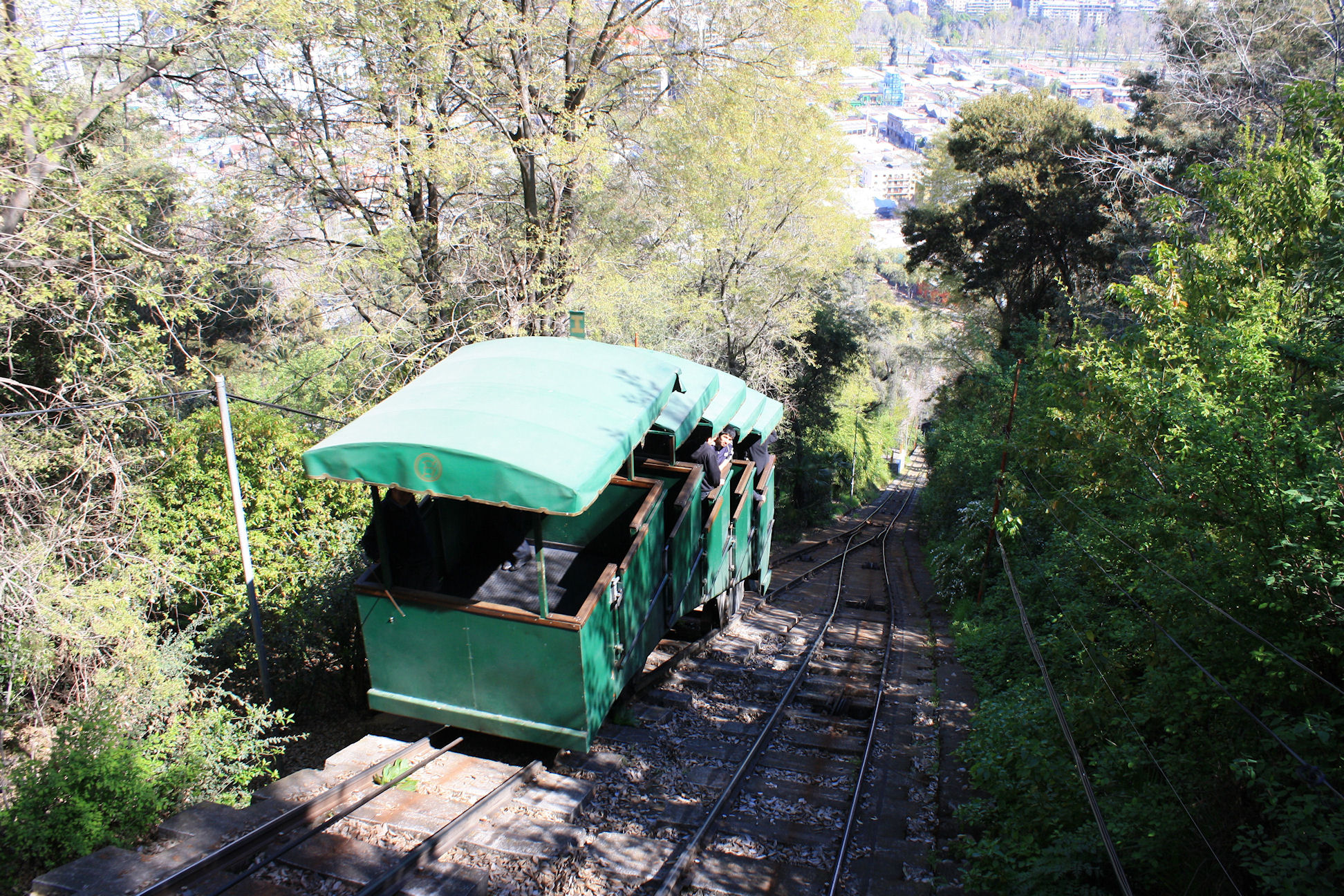
Cruce de funiculares
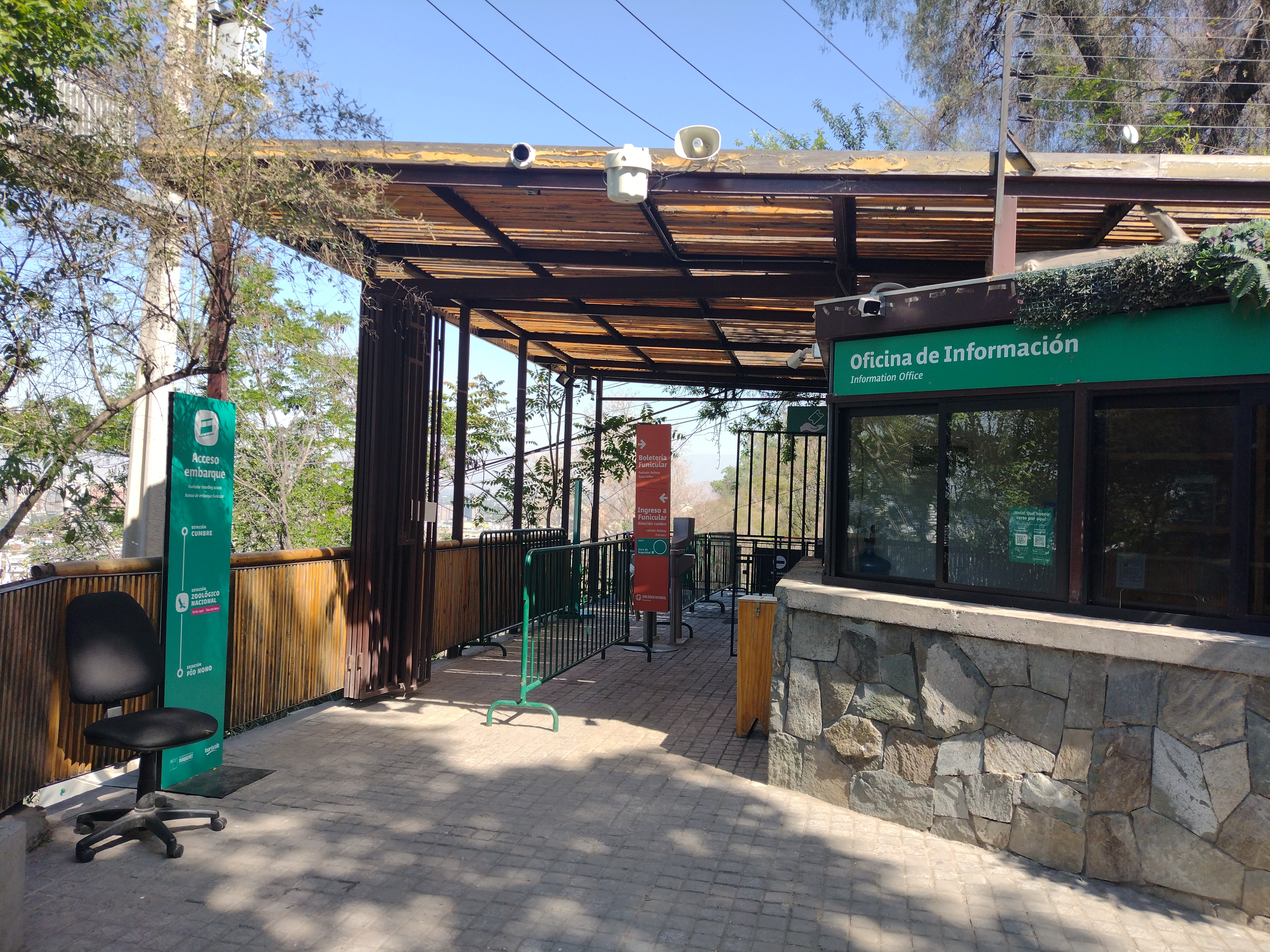
Estación Zoológico
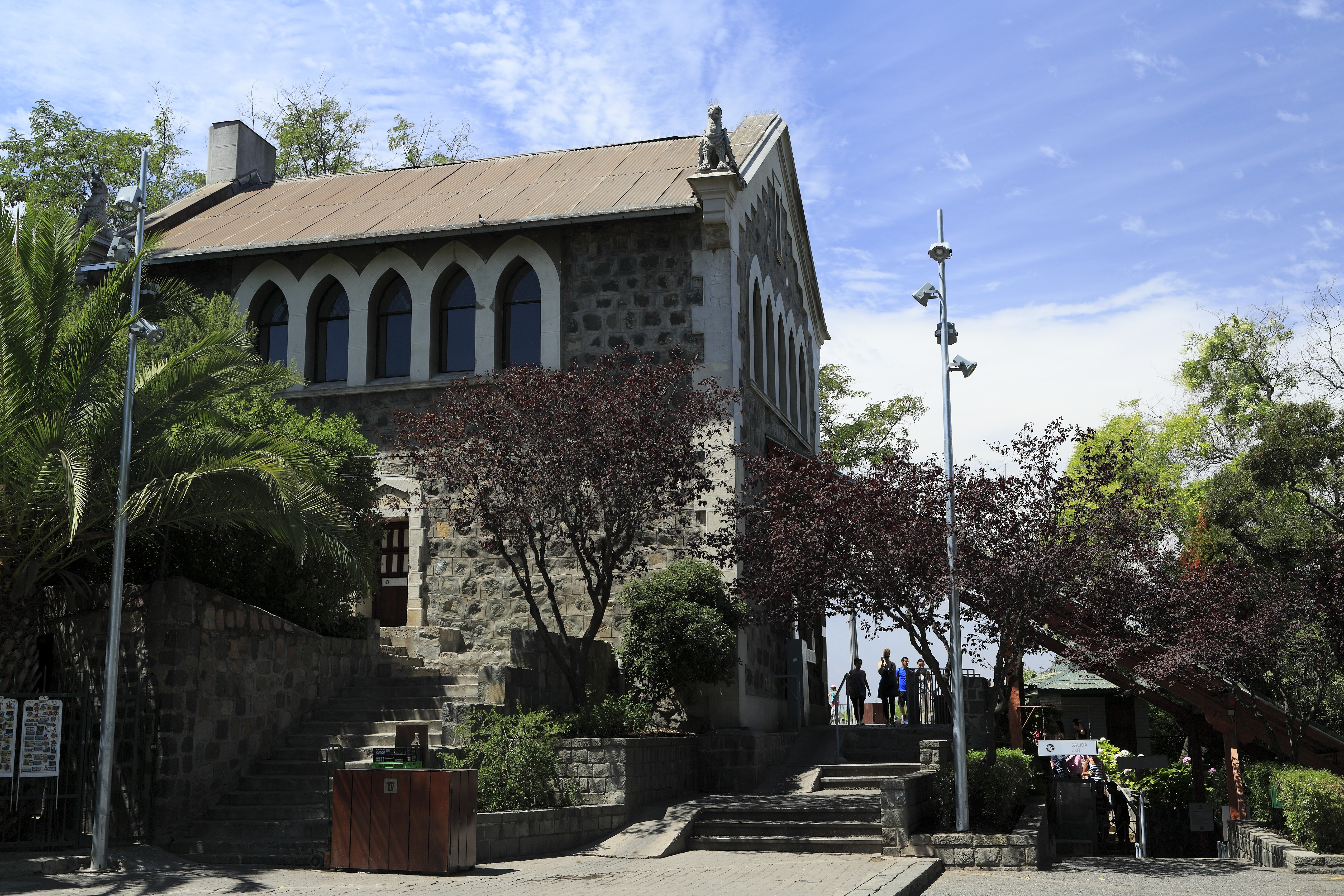
Casa de máquinas en la estación Cumbre
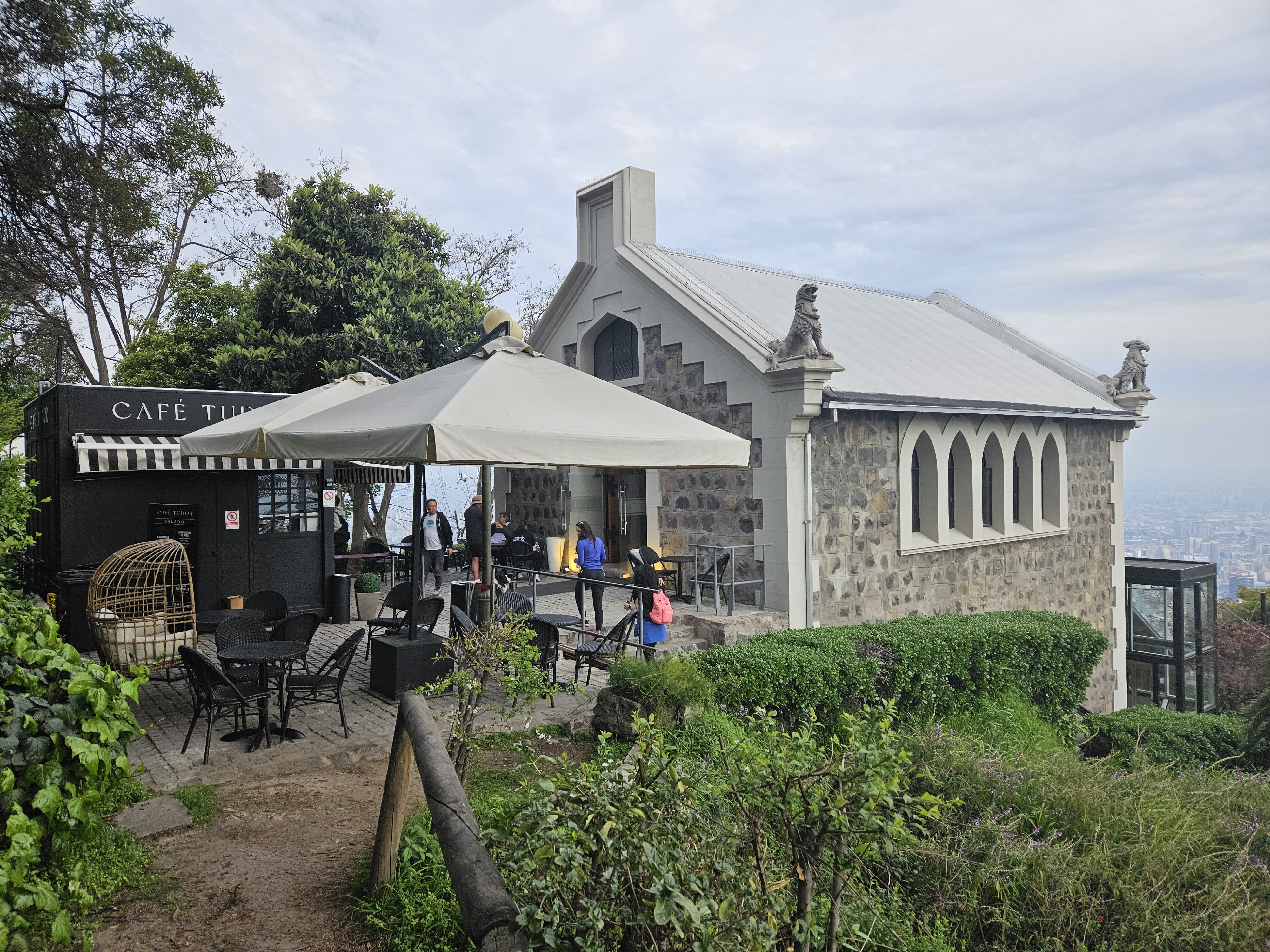
Salón Tudor de la casa de máquinas de la estación Cumbre